# Phalera niveomaculata
Phalera niveomaculata är en fjärilsart som beskrevs av Sergius G. Kiriakoff 1963. Phalera niveomaculata ingår i släktet Phalera och familjen tandspinnare. Inga underarter finns listade i Catalogue of Life.